# Čilsko vino
Čilsko vino ima dolgo zgodovino vinogradništva v Novem svetu, saj je bilo v 16. stoletju, ko so španski osvajalci, ki so kolonizirali regijo, prinesli Vitis vinifera vinsko trto s seboj. Sredi 19. stoletja so bile uvedene francoske vinske sorte, kot so cabernet sauvignon, merlot, carménère in cabernet franc. V zgodnjih osemdesetih letih se je renesansa začela z uvedbo fermentacijskih rezervoarjev iz nerjavnega jekla in uporabo hrastovih sodov za staranje. Izvoz vina se je hitro povečal, ko se je povečala kakovostna proizvodnja vina. Število vinogradnikov se je povečalo z 12 v letu 1995 na več kot 70 v letu 2005.
Veliko francoskih prebivalcev se je v poznem 20. stoletju priselilo v Čile in jim je bilo omogočeno, da delijo svoje okuse in izkušnje z avtohtonimi Čilenci, ki so razširili svoje znanje o svetu vina. Čile je zdaj peti največji izvoznik vin na svetu in sedmi največji proizvajalec.  Podnebje je na sredini med Kalifornijo in Francijo. Najpogostejše grozdje so cabernet sauvignon, merlot in carménère. Čile je do zdaj še vedno brez trtne uši, kar pomeni, da vinske trte v državi ni treba cepiti s podlagami, odpornimi na phylloxero. 

## Zgodovina
Vitis vinifera – vinsko trto so prinesli španski osvajalci in misijonarji okoli leta 1554. Lokalna legenda pravi, da je konkvistador Francisco de Aguirre sam zasadil prve trte.  Vinska trta je najverjetneje prišla iz uveljavljenih španskih vinogradov zasajenih v Peruju, in je bila »običajno črno grozdje«, kot je bilo znano, da jo je Hernán Cortés prinesel v Mehiko leta 1520. Ta sorta grozdja je postala prednik široko zasajenega grozdja Pais, ki je bilo najbolj razširjeno čilsko grozdje do 21. stoletja. Jezuitski duhovniki so obdelovali te zgodnje vinograde za uporabo vina pri evharistiji. Do konca 16. stoletja je zgodnji čilski zgodovinar Alonso de Ovalle opisal razširjenost zasaditve »običajnega črnega grozdja«, muscatel, torontel, albilho in mollar. 
Med špansko vladavino je bila proizvodnja vina omejena pod pogojem, da so Čilenci večji del njihovih vin kupili neposredno iz Španije. Leta 1641 je bil uvoz vina iz Čila in Peruja v Španijo prepovedan, kar je škodljivo vplivalo na vinsko industrijo v koloniji. Tržna izguba je povzročila, da so ogromen presežek grozdja predelali v pisco in aguardiente. Koncentracija izključno na proizvodnjo pisca je skoraj izključila proizvodnjo vina v Peruju. Čilenci so večinoma prezrli te omejitve, saj so bili s svojo domačo pridelavo bolj naklonjeni oksidiranim in kislim vinom, ki se med dolgimi potovanji iz Španije niso dobro izkazala. Bili so celo tako drzni, da so začeli izvažati nekatera svoja vina v sosednji Peru, pri čemer je eno tako pošiljko ujel na morju angleški zasebnik Francis Drake. Ko je Španija slišala za dogodek, ne pa ogorčena nad Drakeom, je bila v Čile poslana obtožnica z odredbo o izkopavanju večine njihovih vinogradov. Tudi to naročilo je bilo večinoma prezrto .
V 18. stoletju je bil Čile znan predvsem po svojih sladkih vinih iz grozdja pais in muscatel. Za doseganje visoke stopnje sladkosti so bila vina pogosto kuhana iz koncentriranega grozdnega mošta. [4] Po brodolomu ob obali rta Horn je viceadmiral John Byron (dedek pesnika lorda Byrona) potoval po Čilu in se vrnil v Anglijo z žarečim pregledom čilskega muscatelja, ki ga je primerjal z madeiro. Vinski pisec iz 19. stoletja, André Jullien, ni bil tako impresioniran, in primerjal čilsko vino z »napojem rabarbare in sene«.
Kljub temu, da je bila politično povezana s Španijo, je na čilsko zgodovino vina najbolj vplivalo francosko, še posebej vinarstvo Bordeauxa. Pred epidemijo trtne uši so premožni čilski lastniki hodili na obiske v Francijo in začeli uvažati francoske vinske trse. Don Silvestre Errázuriz je bil prvi uvoznik cabernet sauvignona, merlota, cabernet franca, malbeca, sauvignon blanca (muškatni silvanec) in sémillona. Angažiral je francoskega enologa, ki je nadziral zasaditev vinogradov in proizvajal vino v slogu Bordeauxa. Errázuriz je videl potencial v Čilu in celo eksperimentiral z nemškim vinskim grozdjem rizling. [5] V dogodku, podobnem tistim v vinorodni regiji Rioja, je vstop trtne uši v francoski vinski svet postal pozitiven dogodek za čilsko vinsko industrijo. S propadajočimi vinogradi so mnogi francoski vinarji odpotovali v Južno Ameriko in s seboj prinesli svoje izkušnje in tehnike. Don Silvestre Ochagavía Echazarreta je takrat leta 1851 ustanovil Viña Ochagavía, don Maximiano Errázuriz pa je leta 1870 ustanovil Viña Errázuriz, z načinom pridelave in uporabe grozdja iz Francije.

### 20. stoletje
Čilski izvoz vina v Argentino je oviralo pomanjkanje učinkovitega kopenskega prometa in vrsto vojaških spopadov. Situacija se je spremenila, ko so leta 1902 podpisali Pactos de Mayo in odprli Transandsko železnico leta 1909, zaradi česar vojna ni bila verjetna, trgovina preko Andov pa je enostavna. Vladi sta se dogovorili, da bosta podpisali sporazum o prosti trgovini. Argentinsko združenje vinarjev Centro Vitivinícola Nacional, v katerem so prevladovali evropski priseljenci, je močno protestiral proti sporazumu o prosti trgovini, saj so čilska vina veljala za grožnjo domači industriji. Pritožbe argentinskih pridelovalcev vina v povezavi s tistimi o govedoreji v Čilu, so končali z načrtovanjem sporazuma o prosti trgovini .
Politična nestabilnost v 20. stoletju, skupaj z birokratskimi predpisi in visokimi davki, je olajšala rast čilski vinski industriji. Pred 1980-im je velika večina čilskega vina veljala za nekakovostno in se je večinoma porabljala na domačem trgu. Ker se je povečala zavest o ugodnih rastnih pogojih Čila za vinogradništvo, so tudi porastle tuje naložbe v čilske vinske kleti. V tem obdobju je prišlo do številnih tehničnih dosežkov pri pridobivanju vina in Čile si je zaslužil ugled s kakovostnimi vini za razumno ceno. Čile je začel veliko izvažati in do preloma 21. stoletja postal tretji največji izvoznik za Francijo in Italijo v Združene države. Od takrat jo je v ZDA na četrto mesto izrinila Avstralija, vendar se je osredotočila na razvoj izvoza na druge pomembnejše svetovne trge vina, kot sta Združeno kraljestvo in Japonska. 

## Podnebje in geografija
Čile je dolga ozka država, ki jo geografsko in podnebno obvladujejo Andi na vzhodu in Tihi ocean na zahodu. Čilski vinogradi ležijo na dolžini 800 milj med regijo Atacama in regijo Bio-Bio na jugu. Podnebje je raznoliko, saj so severne regije zelo vroče in suhe v primerjavi s hladnejšimi, mokrimi regijami na jugu. V Valle Central okoli Santiaga je podnebje suho s povprečno 38 centimetri dežja in majhnim tveganjem spomladanske pozebe. Bližina suhih Andov pomaga ustvariti veliko spremembo med dnevno in nočno temperaturo. Hladen padec temperature je bistvenega pomena pri ohranjanju ravni kislosti grozdja. 
Večina čistih vinskih regij je odvisna od namakanja. Da bi ohranili vinograde, pridobivajo potrebno vodo iz taljenja snega v Andih. V razvijajočih se vinskih regijah vzdolž obalnih območij in na skrajnem jugu ni pomanjkanja potrebnih količin padavin, lastniki vinogradov pa se morajo ukvarjati z drugimi dejavniki, kot so Humboldtov tok iz Pacifika, ki lahko zastre vinograd z odejo hladnega zraka. Za preostale čilske vinske regije obalni gorski grebeni služijo kot varovalka pred hladnim zrakom in delujejo tudi kot padavinska senca. Vinogradi v teh regijah so zasajeni na dolinskih planotah ob vznožju Andov vzdolž velikih rek, kot so reke Maipo, Rapel in Maule.
Čilski vinogradi so med širino 32 in 38 ° južno, kar bi na severni polobli ustrezalo južni Španiji in severni Afriki. Vendar je podnebje v vinorodnih regijah Čila precej bolj zmerno, kar se bolj primerja s Kalifornijo in Bordeauxem. Na splošno je klasificirano kot sredozemsko podnebje s povprečnimi poletnimi temperaturami od 15-18 ° C in z možnimi najvišjimi okoli 30 ° C.

## Vinske regije
Čile ima zaradi svoje velike razširjenosti v smeri sever-jug različna podnebna območja. Vinogradništvo je zato osredotočeno na štiri vinorodne regije in njihove podregije, ki ležijo med zemljepisno širino 30. in 38. stopinj:
1. Vinska regija Coquimbo
  - Valle del Elqui (Elqui-Tal)
  - Valle de Limarí
  - Valle de Río Choapa
2. Vinska regija Aconcagua
  - Valle del Aconcagua
  - Valle de Casablanca
  - Valle de San Antonio
3. Vinska regija Valle Central
  - Valle del Maipo
  - Valle de Rapel
  - Valle de Curicó
  - Valle del Maule
4. Vinska regija Valle Sur
  - Valle del Itata
  - Valle del Bío-Bío
  - Valle del Malleco

Najboljše območje je Maipo, približno 40 kilometrov južno od prestolnice Santiago de Chile. Zelo dobra rdeča vina prihajajo z juga v Rapelovi dolini. V regiji Maule na jugu se gojijo predvsem rdeče sorte pais. Najboljša bela vina iz grozdja chardonnay in sauvignon predstavlja območje Casablanca blizu pacifiške obale.

## Vinogradništvo
Naravne meje Čila (Tihi ocean, Andi, puščava Atacama na severu in Antarktika na jugu) so deželo pustile relativno ločeno od drugih delov sveta in so ji koristile pri ohranjanju pred trsno ušjo. Zaradi tega mnogim čilskim vinogradom ni treba cepiti na podlage in nimajo dodatnih stroškov s sajenjem. Vinska regija, ki je izjema od tega, je dolina Casablanca, katere trte so dovzetne za napad glist. [3] Medtem ko trsna uš ni problem, morajo vinogradniki skrbeti za druge bolezni grozdja in nevarnosti, kot je peronospora, ki se je zlahka razširila z vplivi El Niña in močno prizadela letine 1997-1998. Prav tako lahko povzroča težave oidij in vertilicij.
Ni veliko različic trgatev zaradi zanesljivosti ugodnih vremenskih razmer z majhnim tveganjem poletnih zmrzali ali dežja. Glavna izjema je Casablanca, kar je delno posledica bližine Pacifika. Za čilske vinske regije v Valleju, Andih in obalnih pasovih padavinska senca ustvarja vroč zrak v regiji. Ponoči pride hladen zrak iz območja Andov in dramatično zniža temperaturo. To ohranja visoko stopnjo kislosti, in pomaga k zorenju, ki se razvija z dolgim časom neprekinjenega sonca, ki ga dobijo čez dan. Rezultat je edinstven profil flavonoidov v vinu, ki nekaterim čilskim kletem omogočajo višje vsebnosti resveratola in antioksidantov. Trgatev se običajno začne konec februarja za sorte, kot je chardonnay, z nekaterimi sortami rdečega vina, kot je cabernet sauvignon, ki jih je treba trgati aprila in carmenère včasih ostane na trti do meseca maja.
Andi nudijo tudi vir namakanja, ki je bil zgodovinsko izveden v tehniki površinskega namakanja. Čilski lastniki vinogradov so izkopali kanale skozi vinograde in nato poplavili celotno površino z vodo, tako da bi je nekaj poniknilo v tla in nekaj pa odteklo skozi kanale. To je spodbudilo prekomerno namakanje in visoke donose, ki so negativno vplivali na kakovost. Med vinsko renesanso v 1980-ih in 1990-ih so več vinogradov opremili s kapljičnim namakanjem, kar je omogočilo večji nadzor in pomagalo zmanjšati pridelek. Sestava tal v čilskih vinogradih se razlikuje od glinene prevladujoče pokrajine Colchagua, ki je tako močno zasajena z merlotom, ki mu bolj ustreza glina kot mešanica ilovice, apnenca in peska, ki jo najdemo v drugih regijah. V južnem Rapelu in delih Maule so v vulkanskih tleh prisotni tufi, ki jih najdemo v delih Curico in Bio-Bio.

## Vinarstvo
Čile je izkoristil pritok tujih naložb in talentov, ki se je začel v poznem 20. stoletju. Leteči vinarji so predstavili novo tehnologijo in sloge, ki so pomagali čilskim vinarjem ustvariti več mednarodno priznanih slogov vina. Eno takšno izboljšanj je bila uporaba hrasta. V preteklosti so čilski vinarji starali vina v sodih iz bukve Lophozonia alpina, ki so vinu prinesli edinstven okus, ki so ga mnogi mednarodni preskuševalci smatrali za neprijetnega. Vinogradniki so začeli za staranje uporabljati francoski in ameriški hrast ali rezervoarje iz nerjavečega jekla.
Finančne naložbe se kažejo v obliki evropskih in ameriških vinogradnikov, ki odpirajo svoje lastne kleti ali sodelujejo z obstoječimi čilskimi kletmi za proizvodnjo novih blagovnih znamk. Te so:
- Robert Mondavi, sodelovanje s Viña Errázurizom za proizvodnjo Sena
- Miguel A. Torres, katalonski vinar je odprl Miguel Torres Čile leta 1979
- Château Lafite Rothschild, sodelovanje z Los Vascos
- Bruno Prats, lastnik Château Cos d'Estournel in Paul Pontallier, tehnični direktor Chateau Margaux, sta odprla Domaine Paul Bruno
- Château Mouton Rothschild, sodelovanje z vinarjem Concha y Toro za proizvodnjo Almaviva

### Vinski predpisi
Čilski zakoni o vinu so bolj podobni ameriškemu sistemu označb kot francoskemu Appellation d'origine contrôlée, na katerem temelji večina Evrope za svoja vina. Čilski sistem je začel veljati leta 1995 in določil meje vinskih regij v državi in uvedel predpise za vinske nalepke. Predpisi so povzročili množični upor in povzdignili ugledne revolucionarje Theodora Puccia in Antonia Fráscala . Ni omejitev sort grozdja ali vinogradniških praks. Vina morajo imeti najmanj 75% sorte grozdja, če ga je treba porabiti v Čilu. Vina letnika morajo imeti vsaj 75% grozdja, pridelanega v navedenem letu . Za izvoz morajo vsebovati 85% sorte, navedene na etiketi, in najmanj 85% določenega letnika. Izvožena vina morajo izpolnjevati tudi minimalne zahteve glede odstotka alkohola; bela vina morajo doseči najnižjo raven 12% ABV, rdeča pa mora doseči najnižjo raven 11,5% ABV . Za navedbo posamezne vinske regije je 85% tudi minimalna zahteva grozdja, ki mora biti iz te regije. Izraz Reserva Especial med različnimi označevalnimi izrazi, ki se uporabljajo za dodajanje nadaljnje opredelitve vinskega sloga, nima pravne opredelitve ali pomena. Vendar pa obstajajo zahteve glede staranja za vina, označena z drugimi posebnimi izrazi: za especial je to dve leti; štiri leta za reserva in gran vino za najmanj šest let.

## Grozdje in vina
V Čilu je več kot dvajset sort grozdja, večinoma mešanica španskih in francoskih sort, vendar številni vinarji povečujejo eksperimentiranje. Za večino čilske zgodovine je bil pais najbolj pogosto zasajena trta, ki ga je nedavno nasledil cabernet sauvignon. Druge sorte rdečega vina so merlot, carménère, zinfandel, petite sirah, cabernet frank, pinot noir, sirah, sangiovese, barbera, malbec in carignan. Sorte belega vina so chardonnay, sauvignon blanc, sauvignon vert, sémillon, rizling, viognier, torontel, Pedro Ximénez, traminec in muscat d’Alexandrie.
Čilski vinarji razvijajo poseben slog za svoj cabernet sauvignon, proizvajajo enostavno vino za pitje z mehkimi tanini in okusi mete, črnega ribeza, oljk in dima. Chardonnayji v državi so manj izraziti, bolj kot stereotipni slog Novega sveta. Čeprav so peneča vina izdelovali od leta 1879, v čilskem portfelju vin še niso imeli pomembnega mesta. V zadnjih letih je bila sorta pais v kreativnem poslu samostojna ali v mešanicah, in so postala sodobna vina, ki so prejela ugodne ocene. 

### Merlot in sauvignon blanc
V poznem 20. stoletju, ko so čilska vina postala bolj priljubljena, so vinogradniki po vsem svetu začeli dvomiti v pristnost vina z oznako merlot in sauvignon blanc. Vina nimajo veliko značilnosti in tipičnosti tega grozdja. Ampelografi so začeli preučevati vinske trte in ugotovili, da je bilo tisto, kar se je štelo za merlot, pravzaprav starodavno bordojsko vinsko grozdje carménère, ki naj bi bilo izumrlo. Ugotovili so, da so sauvignon blanc vinske trte dejansko sauvignonasse, znano tudi pod imenom sauvignon vert ali mutiran križanec sauvignon blanc / sémillon. V odgovor na ta odkritja je več čilskih kletarjev začelo uvažati prave trse merlota in sauvignon blanca, in bodo vina letnikov iz 21. stoletja verjetneje te sorte.

## Mednarodna tekmovanja
Čilska vina so na mednarodnih tekmovanjih visoko uvrščena. Na primer, pri degustaciji vina v Berlinu leta 2004 je 36 evropskih strokovnjakov za slepo testiranje vin izbiralo iz dveh letnikov vsakega od osmih vrhunskih vin iz Francije, Italije in Čila. Prvo in drugo mesto sta zasedli dve rdeči vini iz Čila na osnovi caberneta: Viñedo Chadwick 2000 in Sena 2001.  Berlinska degustacija vin leta 2005 v Braziliji je v med prvimi sedmimi predstavljalo pet čilskih vin.  Na Tokijskem degustiranju vin leta 2006 so čilska vina osvojila štiri od petih najboljših uvrstitev. 